# 田中一行 (実業家)
田中 一行（たなか かずゆき、1953年4月29日 - ）は、日本の経営者。日立化成工業社長、会長を務めた。京都府京都市出身。

## 経歴・人物
1977年に京都大学工学部を卒業し、同年に日立化成工業に入社した。2008年に常務に就任し、2009年4月には社長に昇格。2016年4月には会長に就任。